# Carl Brandt
Pour les articles homonymes, voir Brandt.
Carl Brandt est un compositeur de musiques de films.

## Filmographie
- 1954 : The Cowboy
- 1955 : Sept Hommes en colère (Seven Angry Men)
- 1955 : Amour, fleur sauvage (Shotgun)
- 1955 : Bobby Ware Is Missing
- 1959 : The Alaskans (série télévisée)
- 1961 : The Dick Tracy Show (série télévisée)
- 1964 : Famous Adventures of Mr. Magoo (série télévisée)
- 1964 : Gomer Pyle, U.S.M.C. (série télévisée)
- 1966 : Puss 'n' Boats
- 1966 : Catty-Cornered
- 1967 : Purr-Chance to Dream
- 1967 : Rock 'n' Rodent
- 1968 : Mayberry R.F.D. (série télévisée)